# Слободан Нікич
Слободан Нікич  (серб. Слободан Никић, 25 січня 1983) — сербський ватерполіст, олімпійський чемпіон та медаліст, триразовий чемпіон світу, багаторазовий чемпіон Європи.

## Виступи на Олімпіадах
| Олімпіада   | Дисципліна | Місце |
| ----------- | ---------- | ----- |
| Афіни 2004  | водне поло | 2     |
| Лондон 2012 | водне поло | 3     |
| Ріо 2016    | водне поло | 1     |